# NGC 1800

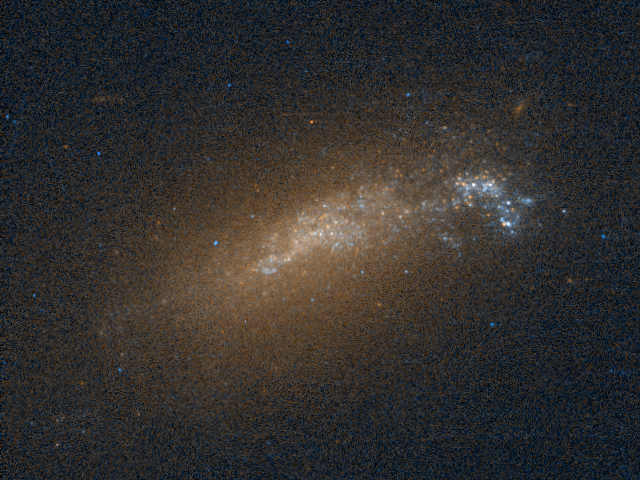
NGC 1800 par le télescope spatial Hubble.

NGC 1800 est une petite galaxie irrégulière de type magellanique située dans la constellation de la Colombe. NGC 1800 a été découverte par l'astronome britannique John Herschel en 1835.

## Caractéristiques
Sa vitesse par rapport au fond diffus cosmologique est de 823 ± 1 km/s, ce qui correspond à une distance de Hubble de 12,1 ± 0,9 Mpc (∼39,5 millions d'al).
À ce jour, deux mesures non basées sur le décalage vers le rouge (redshift) donnent une distance de 7,710 ± 0,438 Mpc (∼25,1 millions d'al), ce qui est à l'extérieur des valeurs de la distance de Hubble. Puisque cette galaxie est relativement rapprochée du Groupe local, il est probable que cette valeur soit plus près de la distance réelle de NGC 1800. Notons que c'est avec la valeur moyenne des mesures indépendantes, lorsqu'elles existent, que la base de données NASA/IPAC calcule le diamètre d'une galaxie.
La classe de luminosité de NGC 1800 est V-VI et elle présente une large raie HI. Elle renferme également des régions d'hydrogène ionisé.

## Groupe de NGC 1800
NGC 1800 ainsi que les galaxies UGCA 103 (ESO422-41) et UGCA 106 (ESO 362-9) forment le groupe de NGC 1800.